# Carles Pellicer i Punyed
Carles Pellicer i Punyed (Reus, 13 de novembre de 1958) és un polític català, ex-alcalde de Reus, diputat provincial, i diputat al Parlament de Catalunya des de la VI a la X Legislatura.
Entre el 1990 i 1994 va ser president de la Federació de Comerç de les Comarques Meridionals, vicepresident de la Confederació de Comerç de Catalunya i president de la Unió de Botiguers de Reus. Va ser membre del Ple de la Cambra de Comerç, Indústria i Navegació de Reus del 1999 fins al 2002. President de la Jove Cambra de Reus, 1986. Forma part de diverses entitats de la ciutat: Òmnium Cultural, Orfeó Reusenc, Amics de Reus, Amics de Gaudí, Centre de Lectura, Moto Club, el Círcol, Jove Cambra Internacional de Reus, Associació d'Estudis Reusencs i Rotary Club, entre d'altres.
Conseller Nacional de CDC des del 1995 i va ser membre del consell executiu Nacional de CDC del 2001 al 2004. Va ser regidor de CiU a l'ajuntament de Reus des de l'any 1997 al 1999 i novament el 2003, i diputat a les eleccions al Parlament de Catalunya de 1999, 2003 i 2006.
L'11 de juny de 2011, després de les eleccions municipals espanyoles de 2011, va ser investit alcalde amb els vots del seu partit (CiU), els del Partit Popular Català i els d'Ara Reus, trencant així amb l'hegemonia de 32 anys de govern socialista.
A les eleccions generals espanyoles de 2015 fou escollit senador per la província de Tarragona, càrrec que va ocupar durant la XI legislatura del gener al maig de 2016.